# Lyn Leon
Lyn Leon (gegründet 1998) ist eine eher locker verbundene Jazz-Pop-Combo bestehend aus der Sängerin Carolyn Leonhart, einer US-Amerikanerin, und Stephan Diethelm sowie Matthias Eser, zwei Schweizer Percussionisten. Der Bandname besteht aus der letzten Silbe des Vornamens und den ersten beiden Silben des Nachnamens der Sängerin.
Auffallend an der Musik ist der Gebrauch von Glasinstrumenten ergänzt um Piano, E-Gitarre, Bass und Schlagzeug. Die Genres sind Jazz, Elektropop, Trip-Hop und Soul.

## Diskographie
- Glass Songs (1998)
- Glass Lounge (2003)
- Private Pop (2005)